# Resolutie 2361 Veiligheidsraad Verenigde Naties
Resolutie 2361 van de Veiligheidsraad van de Verenigde Naties werd op 29 juni 2017 unaniem aangenomen door de VN-Veiligheidsraad. De resolutie verlengde de UNDOF-waarnemingsmissie, die sinds 1974 in Syrië gestationeerd is, met een half jaar.

## Achtergrond
Na de Jom Kipoeroorlog van 1973 kwamen Syrië en Israël overeen de wapens neer te leggen. De bestandslijn lag in het gebied van de Golan-hoogten in het zuidwesten van Syrië. Een waarnemingsmacht van de Verenigde Naties, de United Nations Disengagement Observer Force (Waarnemersmacht van de VN voor Toezicht op het Troepenscheidingsakkoord), moest op de uitvoer van de twee gesloten akkoorden toezien. Ook toen in 2011 de Syrische Burgeroorlog uitbrak, bleef de missie doorlopen.

## Inhoud
Er werd nog steeds met zware wapens gevochten in de scheidingszone die door UNDOF werd bewaakt. Het bleef daarom nodig de posities van de missie tijdelijk aan te passen, zodat het personeel zo weinig mogelijk risico zou lopen. Het mandaat werd met zes maanden verlengd, tot 31 december 2017.
Volgens het plan van secretaris-generaal António Guterres zou UNDOF terugkeren naar het Kamp Faouar in de Golanhoogten. Een eerste contingent was daar reeds aangekomen. Gewapende groeperingen werden opgeroepen UNDOF-posten te verlaten en voertuigen en wapens terug te geven. Met name de belangrijkste grensovergang, Quneitra crossing, zou weer in handen van UNDOF moeten komen.
Syrië en Israël werden opgeroepen de in 1974 gesloten wapenstilstand in acht te houden. Israël voert immers luchtaanvallen uit op Hezbollah, dat in Syrië aan de zijde van het regeringsleger vecht, dat dan op zijn beurt tegenaanvallen lanceert. Daarnaast kwamen door de gevechten in het kader van de Syrische Burgeroorlog geregeld projectielen op Israëlisch grondgebied terecht, waarop het Israëlisch leger dan een vergeldingsaanval uitvoerde.
Ook andere lidstaten van de VN, die banden hebben met strijdende groepen in Syrië, werden opgeroepen om hun invloed aan te wenden om deze uit de scheidingszone terug te trekken.
Lijst ·  2337 ·  2338 ·  2339 ·  2340 ·  2341 ·  2342 ·  2343 ·  2344 ·  2345 ·  2346 ·  2347 ·  2348 ·  2349 ·  2350 ·  2351 ·  2352 ·  2353 ·  2354 ·  2355 ·  2356 ·  2357 ·  2358 ·  2359 ·  2360 ·  2361 ·  2362 ·  2363 ·  2364 ·  2365 ·  2366 ·  2367 ·  2368 ·  2369 ·  2370 ·  2371 ·  2372 ·  2373 ·  2374 ·  2375 ·  2376 ·  2377 ·  2378 ·  2379 ·  2380 ·  2381 ·  2382 ·  2383 ·  2384 ·  2385 ·  2386 ·  2387 ·  2388 ·  2389 ·  2390 ·  2391 ·  2392 ·  2393 ·  2394 ·  2395 ·  2396 ·  2397